# Борис Никола Бакалов
Борис Никола Бакалов (нар. 23 листопада 1980) — колишній болгарський тенісист.
Найвищу одиночну позицію світового рейтингу — 621 місце досяг 21 листопада 2011, парну — 457 місце — 4 липня 2011 року.
Завершив кар'єру 2018 року.

## Рейтинг на кінець року
| Рік              | 2007 | 2008 | 2009 | 2010 | 2011 | 2012 | 2013 | 2014 | 2015 | 2016 |
| Одиночний розряд | -    | -    | 1055 | 938  | 637  | 1485 | 1031 | -    | 1512 | -    |
| Парний розряд    | 1175 | 805  | 1075 | 608  | 592  | 1060 | 1208 | -    | 1076 | 1467 |

## Фінали челленджерів і ф'ючерсів

### Одиночний розряд: 1 (0–1)
| Легенда (одиночний розряд) |
| -------------------------- |
| Тур ATP Челленджер (0–0)   |
| ITF Ф'ючерс (0–1)          |

| Титули за покриттям |
| ------------------- |
| Тверде (0–1)        |
| Ґрунт (0–0)         |
| Трава (0–0)         |
| Килим (0–0)         |

| Результат | В-П | Дата     | Турнір                        | Рівень  | Покриття | Суперник      | Рахунок  |
| --------- | --- | -------- | ----------------------------- | ------- | -------- | ------------- | -------- |
| Поразка   | 0–1 | Вер 2011 | Мексика F10, Сакатекас (штат) | Ф'ючерс | Тверде   | Сесар Рамірес | 3–6, 3–6 |

### Парний розряд: 11 (3–8)
| Легенда (парний розряд)  |
| ------------------------ |
| Тур ATP Челленджер (0–0) |
| ITF Ф'ючерс (3–8)        |

| Титули за покриттям |
| ------------------- |
| Тверде (1–5)        |
| Ґрунт (2–3)         |
| Трава (0–0)         |
| Килим (0–0)         |

| Результат | В-П | Дата     | Турнір                          | Рівень  | Покриття | Партнер             | Суперники                             | Рахунок               |
| --------- | --- | -------- | ------------------------------- | ------- | -------- | ------------------- | ------------------------------------- | --------------------- |
| Поразка   | 0–1 | Тра 2007 | Болгарія F2, Русе               | Ф'ючерс | Ґрунт    | Ашутош Сінгх        | Карл Берґман Даніель Кумлін           | 2–6, 6–2, 3–6         |
| Перемога  | 1–1 | Вер 2008 | Болгарія F8, Стара Загора       | Ф'ючерс | Ґрунт    | Васко Младенов      | Іван Б'єлиця Милян Зекич              | 6–3, 6–4              |
| Поразка   | 1–2 | Жов 2008 | США F27, Мансфілд               | Ф'ючерс | Тверде   | Боян Шуманський     | Карстен Болл Колін Ебелтіт            | 2–6, 5–7              |
| Поразка   | 1–3 | Сер 2010 | Болгарія F4, Софія              | Ф'ючерс | Ґрунт    | Александер Лазов    | Пірмін Гаенле Оскар Сабате-Бретос     | 4–6, 6–3, [7–10]      |
| Поразка   | 1–4 | Гру 2010 | Мексика F11, Чіапас             | Ф'ючерс | Тверде   | Райнер Айцінґер     | Адам Ель Мідаві Тай Тромбетта         | 4–6, 7–6(7–4), [7–10] |
| Поразка   | 1–5 | Січ 2011 | Гватемала F1, Гватемала (місто) | Ф'ючерс | Тверде   | Адам Ель Мідаві     | Таканьї Гаранганга Блейк Строуд       | 5–7, 5–7              |
| Поразка   | 1–6 | Лют 2011 | Панама F1, Панама (місто)       | Ф'ючерс | Ґрунт    | Александер Сачко    | Мартін Куевас Марсель Фельдер         | 5–7, 3–6              |
| Поразка   | 1–7 | Лют 2011 | США F5, Браунсвілл              | Ф'ючерс | Тверде   | Ніколоз Басілашвілі | Девін Бріттон Ґреґ Уеллетт            | 1–6, 3–6              |
| Перемога  | 2–7 | Вер 2011 | Мексика F8, Леон                | Ф'ючерс | Тверде   | Міліан Ністен       | Мігель Гальярдо Вальєс Пабло Мартінес | 6–4, 6–3              |
| Поразка   | 1–8 | Жов 2013 | Греція F13, Марафон             | Ф'ючерс | Тверде   | Албан Меффелс       | Ріккардо Гедін Клаудіо Грассі         | 3–6, 2–6              |
| Перемога  | 2–8 | Лис 2015 | США F32, Найсвілл               | Ф'ючерс | Ґрунт    | Браян Баттістоун    | Нік Чаппелл Дейн Вебб                 | 7–6(7–5), 5–7, [10–6] |